# Photo-guide naturaliste sous-marin de la Baie de Somme
- Retour vers Liste des photo-guides naturalistes

Situé en France sur le littoral de la région Picardie, le territoire dit « de la Baie de Somme » s'étend sur 70 km2 entre la pointe du Hourdel au sud et la pointe de Saint-Quentin-en-Tourmont au nord. La Somme, fleuve côtier qui a donné son nom au département, se jette dans la Manche à cet endroit.

## Végétaux

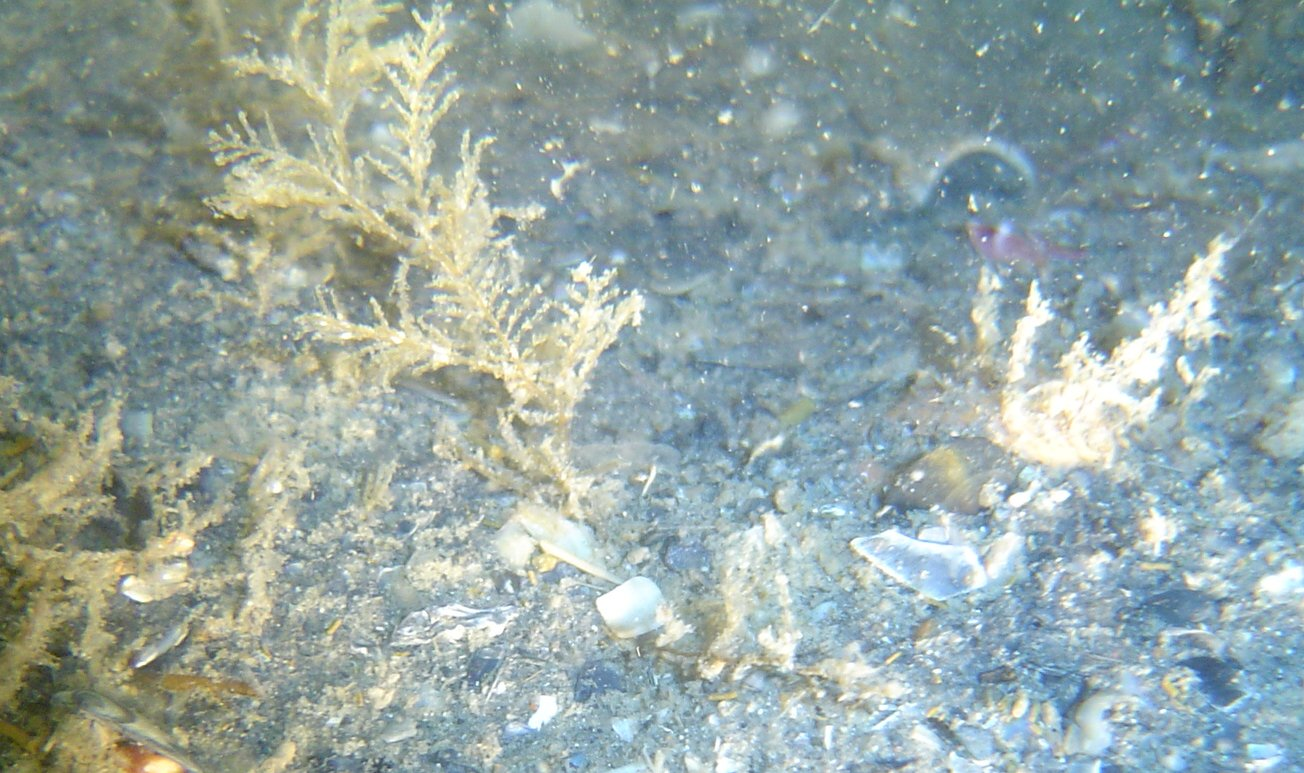
Fucophicée, Dictyote, Cystoseira sp (Cystoseire).

## Cnidaires

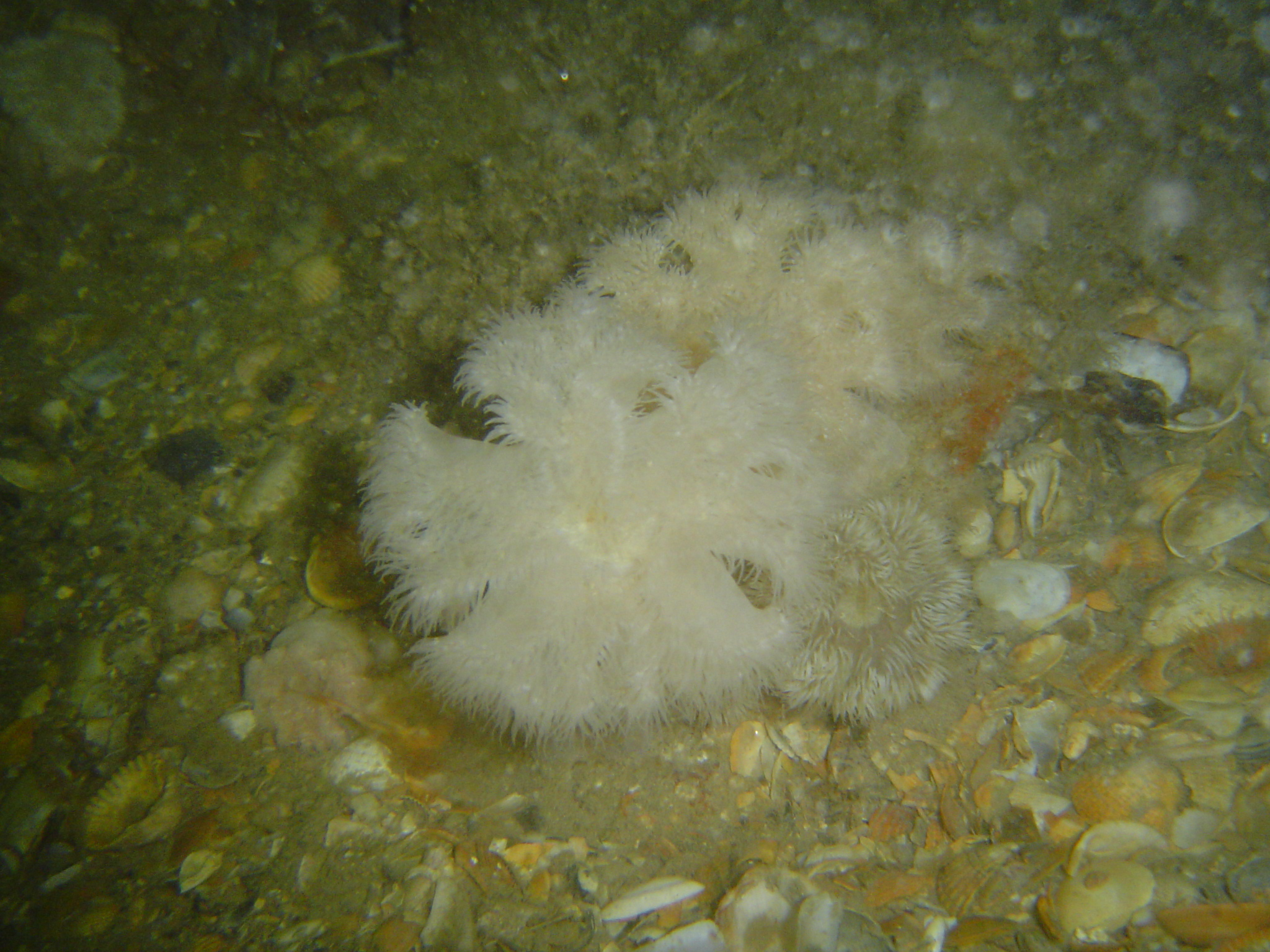
Anthozoaïres Hexacoralliaires,
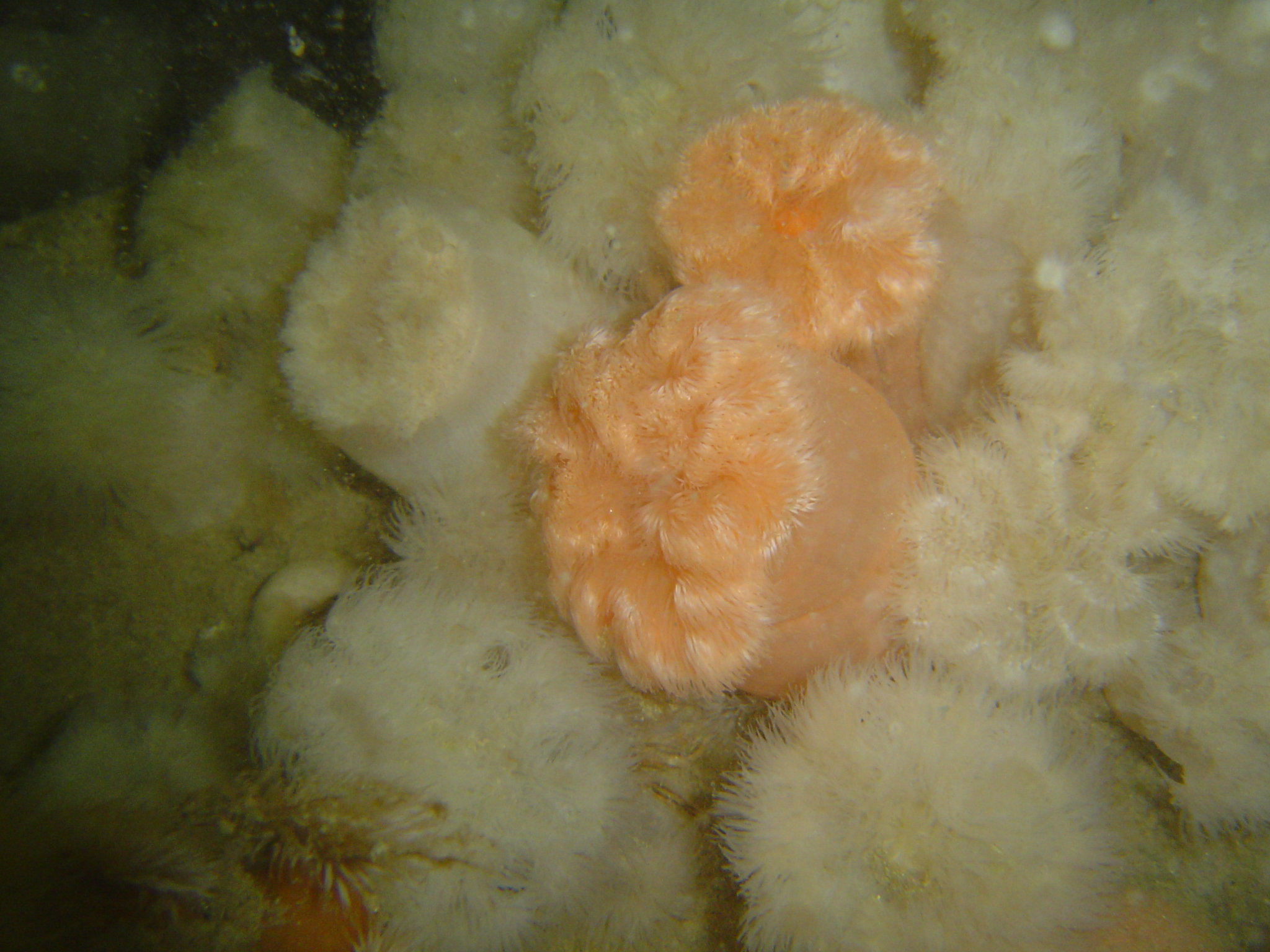
Metridum senile.(Anémones
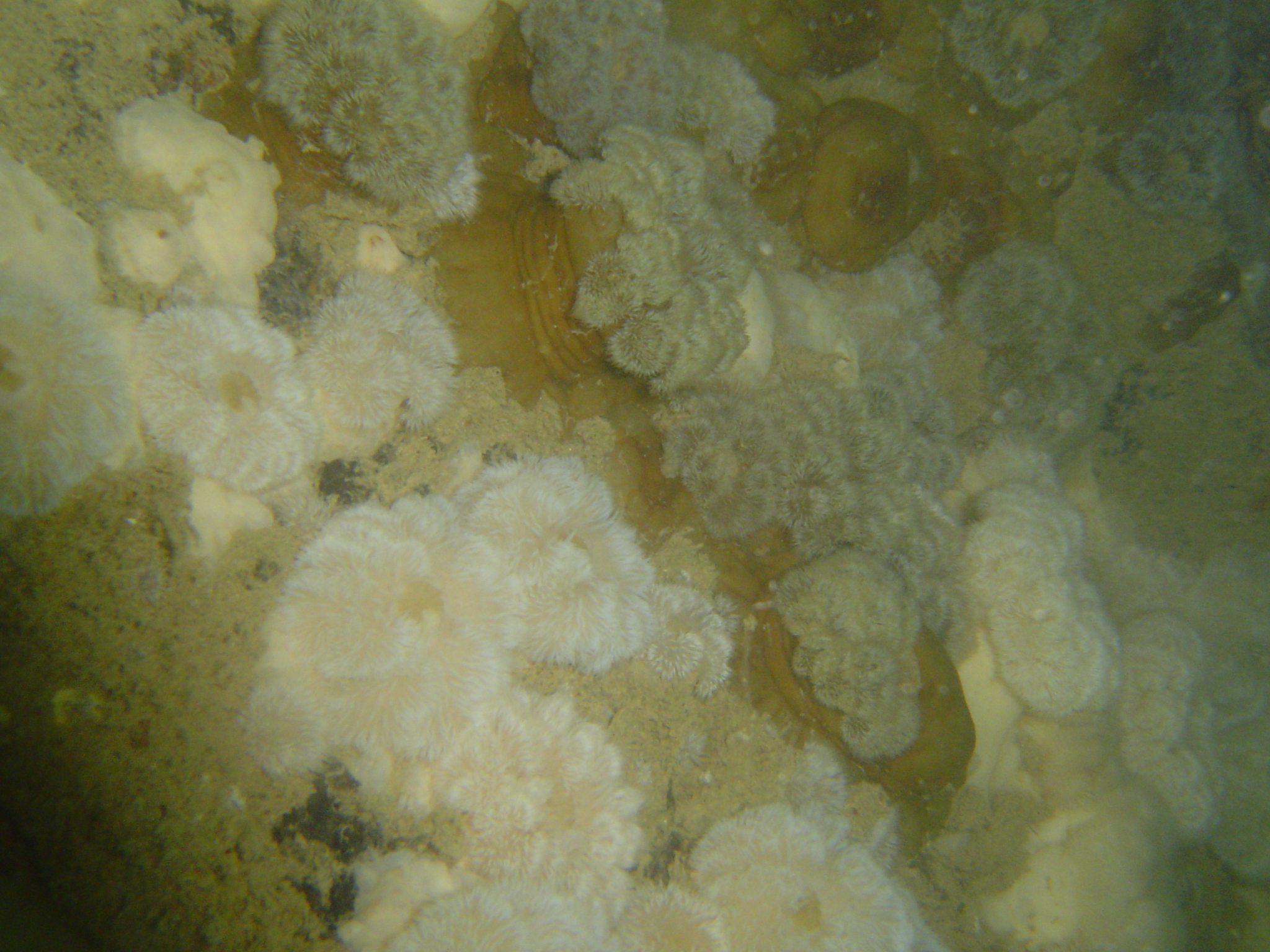
de mer)

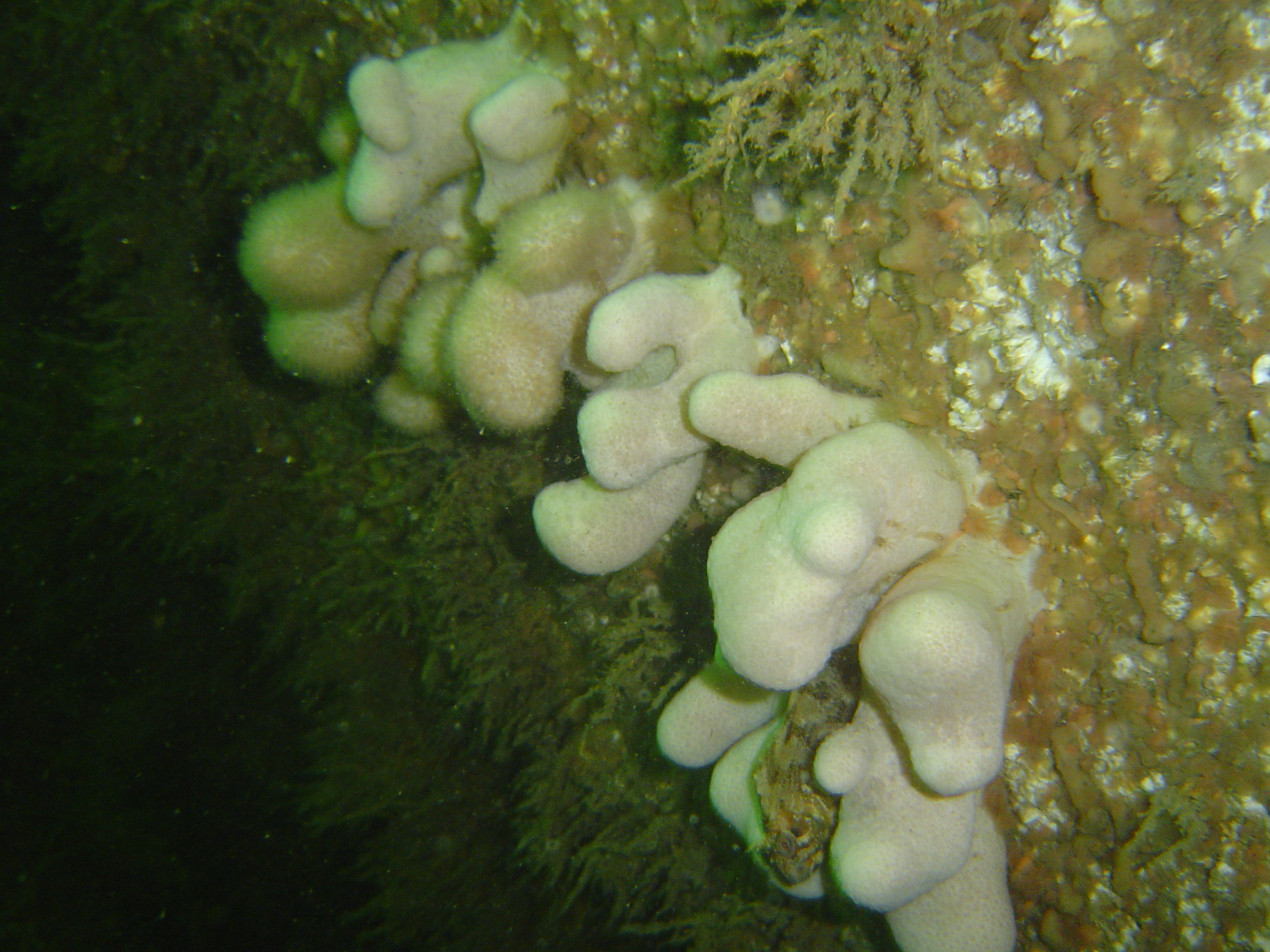
Anthozoaïres Octocorallaires, Alcyum digitatum blanche relativement rare.

## Crustacés

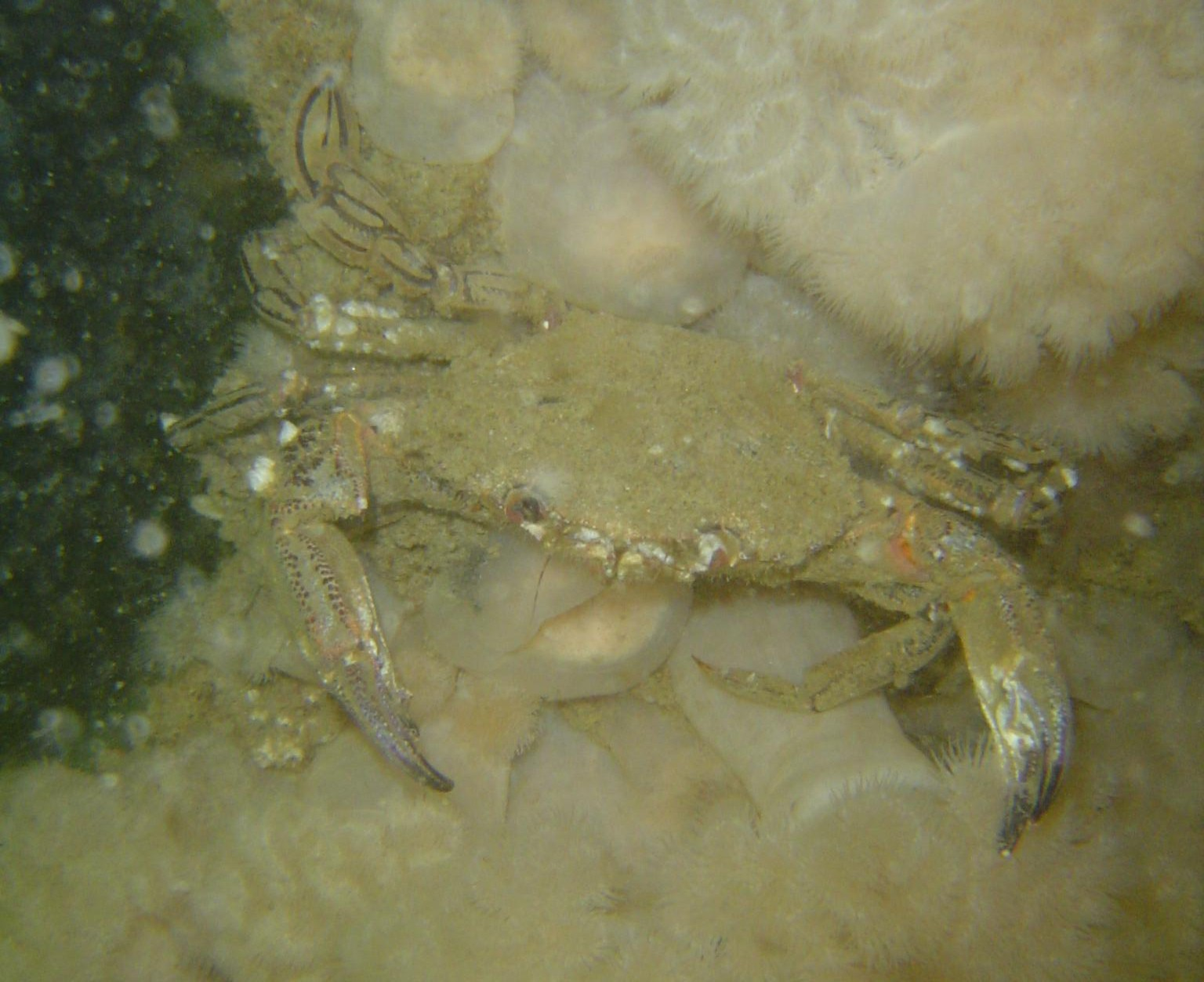
Necora puber (Étrille commune) & Metridum Senile.
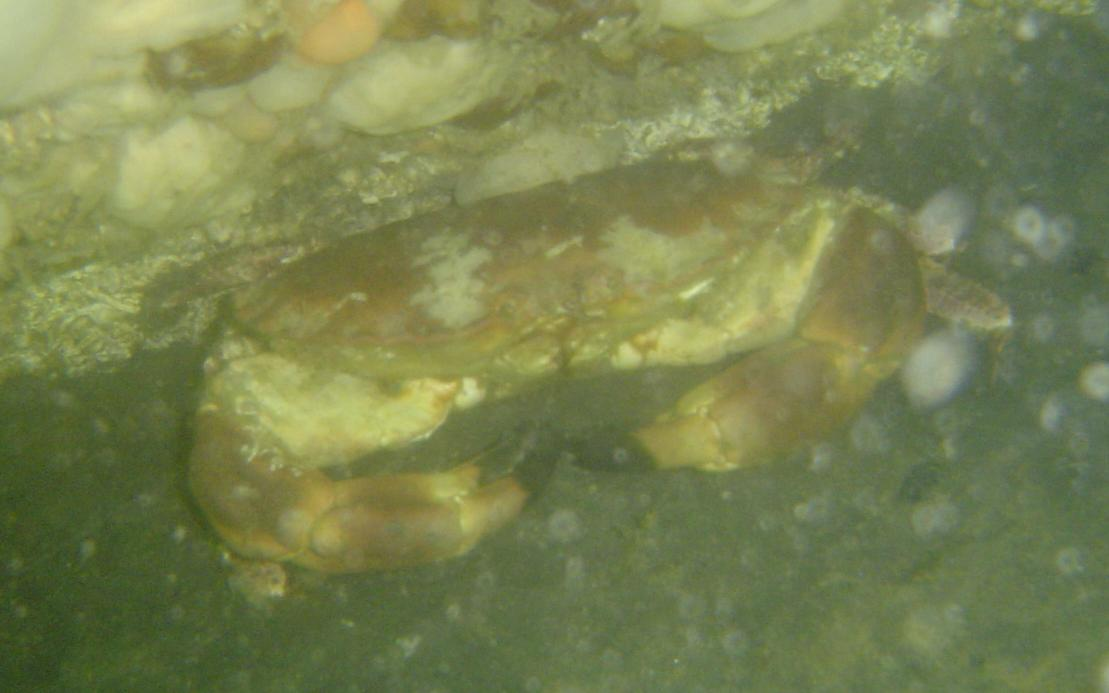
Cancer pagurus (Tourteau "dormeur").

## Mammifères
La Baie de Somme est également réputée pour être la principale zone de reproduction du phoque commun ou veau marin (Phoca vitulina).

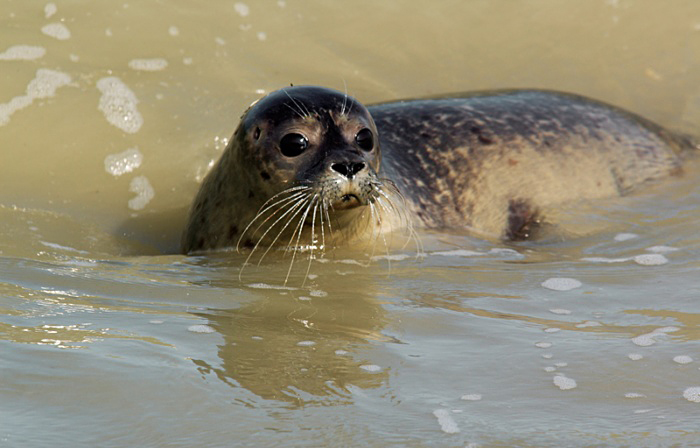
Phoca vitulina.

Le Phoque gris (Halichoerus grypus) est également présent toute l'année et s'y reproduit en très petit nombre. 